# Francis Girod
Francis Girod (Semblançay, 9 oktober 1944 - Bordeaux, 19 november 2006) was een Frans filmregisseur, scenarist en producer. 

## Leven en werk

### Opleiding en eerste stappen in de filmwereld
Francis Girod trok op achttienjarige leeftijd naar Parijs om er lessen toneel en journalistiek te volgen. Al vlug werd hij stagiair op de filmsets van onder meer Jean-Pierre Mocky en Alex Joffé. Daarnaast was hij druk in de weer als filmcriticus en als medewerker aan televisieprogramma's. Hij schreef een Manuel de la pensée yé-yé (1966) en was als acteur onder meer te zien in Les Gauloises bleues (1968) van Michel Cournot, een bekende filmcriticus die hij had leren kennen op de redactie van Le Nouvel Observateur. Hij produceerde ook L'Horizon (1967), het regisseursdebuut van Jacques Rouffio.

### Jaren zeventig: debuut als filmregisseur met Michel Piccoli
Hij debuteerde in 1974 met de vlijmscherpe zwarte komedie Le Trio infernal. Het scenario, dat gebaseerd was op een beruchte oplichterszaak uit het begin van de 20e eeuw, schreef hij samen met oude bekende Jacques Rouffio. De film, die zich in Marseille afspeelde, werd gedragen door het acteursduo Michel Piccoli (als de malafide advocaat) - Romy Schneider (als zijn handlangster)  en door de muziek van Ennio Morricone. De provocerende toon van de film sloeg aan en voor de politiefilm René la Canne (1977), zijn volgende film, deed hij dan ook opnieuw een beroep op het succestrio Piccoli-Rouffio-Morricone. Michel Piccoli was opnieuw van de partij in het in Zwart Afrika gesitueerde koloniale drama L'État sauvage (1978). Deze prent was de verfilming van de met de Prix Goncourt (1964) bekroonde roman van Georges Conchon. Conchon, die al geacteerd had in René la Canne, schreef mee aan het scenario. 

### Jaren tachtig: kritische films
Dat deed Conchon ook voor Girods vierde film, het drama La Banquière (1980), het levensverhaal van een schandaal verwekkende en uitgeslapen bankierster waarin Romy Schneider opnieuw de hoofdrol voor haar rekening nam. Die film werd zijn grootste commercieel succes. De verfilming van een Amerikaanse roman uit de série noire-reeks vormde voor Girod de aanleiding om terug te keren naar Marseille en er de problemen van jonge migranten aan te kaarten in zijn volgende drama Le Grand Frère (1982). In Le Bon Plaisir (1984) bracht Girod opnieuw een prestigieuze cast samen om een tragikomedie op te voeren in de coulissen van het Élysée. De door een mogelijk schandaal belaagde president werd met brio vertolkt door Jean-Louis Trintignant. Claude Brasseur, die al twee keer belangrijke rollen gespeeld had voor Girod, kreeg samen met Sophie Marceau de absolute hoofdrol in het drama Descente aux enfers (1986). De prent behandelde, na L'État sauvage, opnieuw het Franse neokolonialisme, deze keer gesitueerd in Haïti. In zijn functie van leraar aan het Conservatoire national supérieur d'Art dramatique maakte hij met het drama L'Enfance de l'art (1988) een film over jonge beginnende acteurs.

### Jaren negentig: twee stevige rollen voor Daniel Auteuil
In de jaren negentig gaf Girod twee stevige rollen aan Daniel Auteuil. In het historische ten tijde van de Julimonarchie gesitueerde drama Lacenaire (1990) bracht Auteuil de beruchte oplichter-dichter-moordenaar Pierre François Lacenaire tot leven. In de thriller Passage à l'acte (1996) werd psychanalyticus Auteuil geconfronteerd met een patiënt van wie hij zich op den duur afvroeg of hij te doen had met een moordenaar of met een mythomaan.

### Begin 21e eeuw: twee politiefilms en testamentfilm
In het begin van de 21e eeuw leverde hij twee intrigerende politiefilms af. In Mauvais Genres (2001) ontmoette politie-inspecteur Richard Bohringer een jonge transseksueel tijdens zijn zoektocht naar de moordenaar van hoeren en travestis. In Un ami parfait (2006) schoof hij een journalist met geheugenverlies naar voor. De tragikomedie L'Oncle de Russie (2006) was de testamentfilm van Girod. Claude Brasseur, die voor de vijfde keer samenwerkte met Girod, gaf gestalte aan een sinds de Tweede Wereldoorlog in de Sovjet-Unie vastgehouden Fransman die pas dankzij de glasnost van Gorbatsjov vrijkwam en naar zijn vaderland kon terugkeren. 
Hij zetelde sinds 2002 in de Académie des beaux-arts de l'Institut de France.
Hij overleed ten gevolge van een hartaanval in 2006 tijdens de opnames van de televisiefilm Notable, donc coupable. Hij ligt begraven op het Cimetière Montparnasse in Parijs.

## Filmografie

### Regieassistent
- 1962 - Les Culottes rouges (Alex Joffé)
- 1963 - Un drôle de paroissien (Jean-Pierre Mocky)
- 1966 - La Curée (Roger Vadim)
- 1967 - Fai in fretta ad uccidermi... ho freddo! (Francesco Maselli)

### Regisseur

#### Lange speelfilms
- 1974 - Le Trio infernal
- 1977 - René la Canne
- 1978 - L'État sauvage
- 1980 - La Banquière
- 1982 - Le Grand Frère
- 1984 - Le Bon Plaisir
- 1986 - Descente aux enfers
- 1988 - L'Enfance de l'art
- 1990 - Lacenaire
- 1991 - Contre l'oubli (collectieve film, episode Pour d'Archana Guha, Inde)
- 1994 - Délit mineur
- 1995 - Lumière et compagnie (anthologiefilm)
- 1996 - Passage à l'acte
- 1998 - Terminale
- 2001 - Mauvais Genres
- 2006 - Un ami parfait
- 2006 - L'Oncle de Russie

#### Televisiefilms
- 2000 - Le Misanthrope
- 2004 - Le Pays des enfants perdus
- 2007 - Notable, donc coupable

### Scenarioschrijver
- 1969 - Sirocco d'hiver (Sirokkó) (Miklós Jancsó) (coscenarist met Gyula Hernádi, Miklós Jancsó en Jacques Rouffio)
- 1969 - Slogan (Pierre Grimblat) (coscenarist met Pierre Grimblat en Melvin Van Peebles)

- Biblioteca Nacional de España: XX1553753
- Bibliothèque nationale de France: cb13894510g (data)
- Gemeinsame Normdatei: 1023217147
- International Standard Name Identifier: 0000 0000 5937 6281
- Library of Congress Control Number: n94092013
- Nederlandse Thesaurus van Auteursnamen: 070175195
- SNAC: w68p87r0
- Système universitaire de documentation: 029412390
- Virtual International Authority File: 49408084
- WorldCat: E39PBJtCFP4vfVdgvMp3fRjpyd